# Ryōkichi Sagane
Ryōkichi Sagane (嵯峨根 遼吉?, Sagane Ryōkichi; 27 novembre 1905 – 16 aprile 1969) è stato un fisico giapponese.

## Biografia
Negli anni trenta del XX secolo lavorò presso il Radiation dell'Università della California, dove conobbe gli scienziati americani Luis Álvarez, Philip Morrison e Robert Serber. Negli ultimi giorni della seconda guerra mondiale i tre colleghi scrissero a Sagane un appello per invitarlo a convincere i leader giapponesi alla resa immediata. La loro lettera fu allegata ai contenitori degli strumenti di registrazione che furono paracadutati a Nagasaki il 9 agosto 1945 dall'aereo The Great Artiste, subito dopo che BOCKSCAR ebbe sganciato la seconda bomba atomica della storia. Il messaggio finì in mani giapponesi, ma non fu recapitato a Sagane, che lo poté leggere solo un mese più tardi, alla fine delle ostilità.
Nel 1949 Sagane incontrò Luis Álvarez, che gli firmò la lettera.